# Villa Gans (Kronberg)

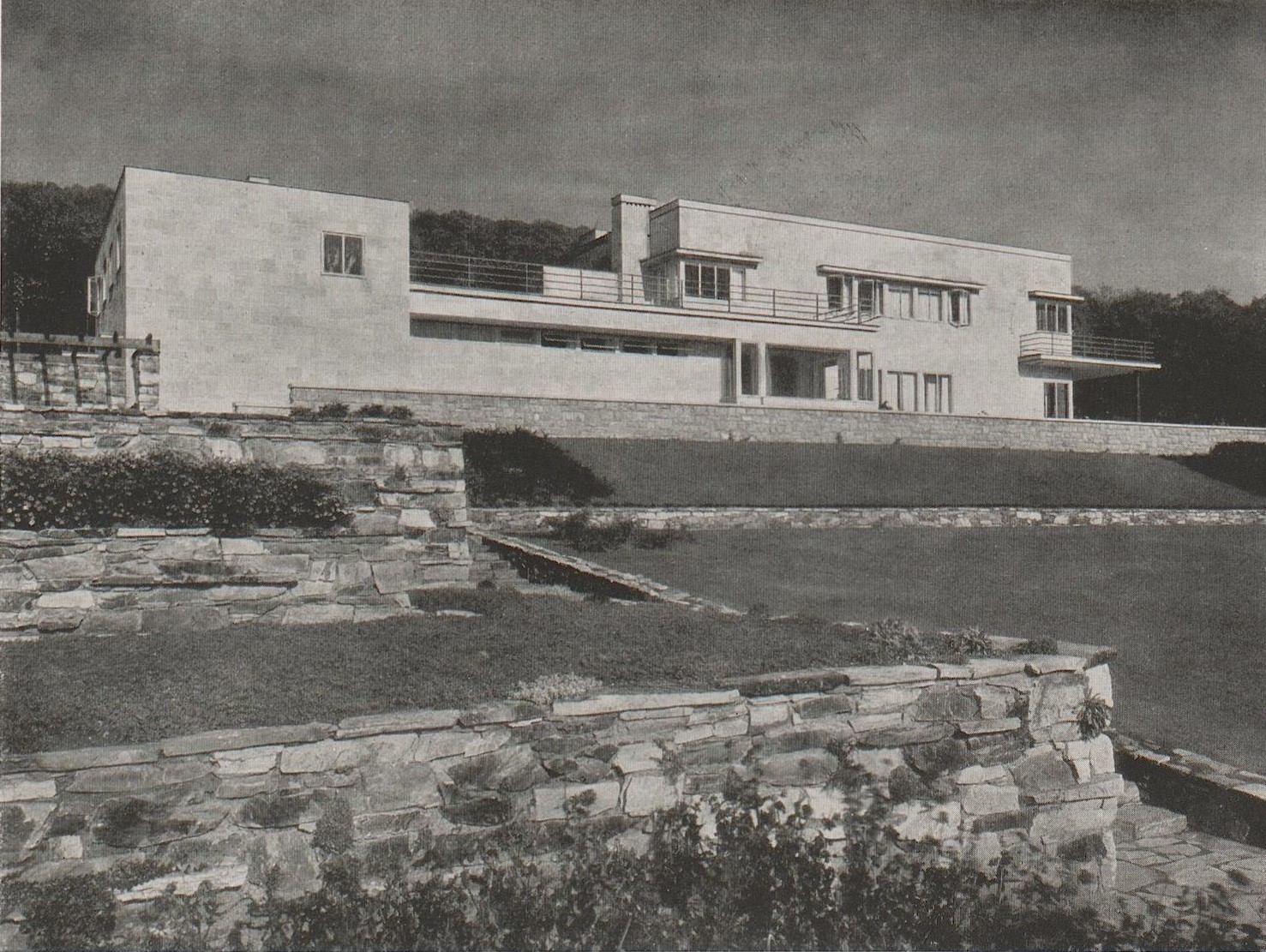
Villa Gans, Ansicht der Südseite zum Garten (1931)

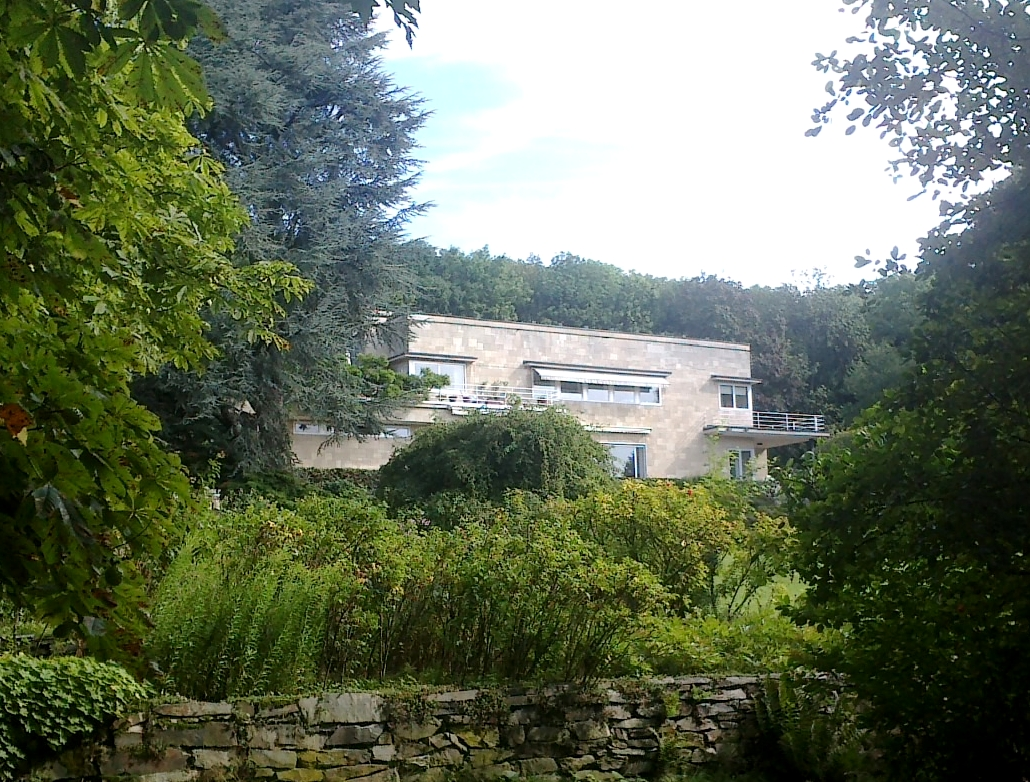
Villa Gans, talseitige Ansicht (2011)

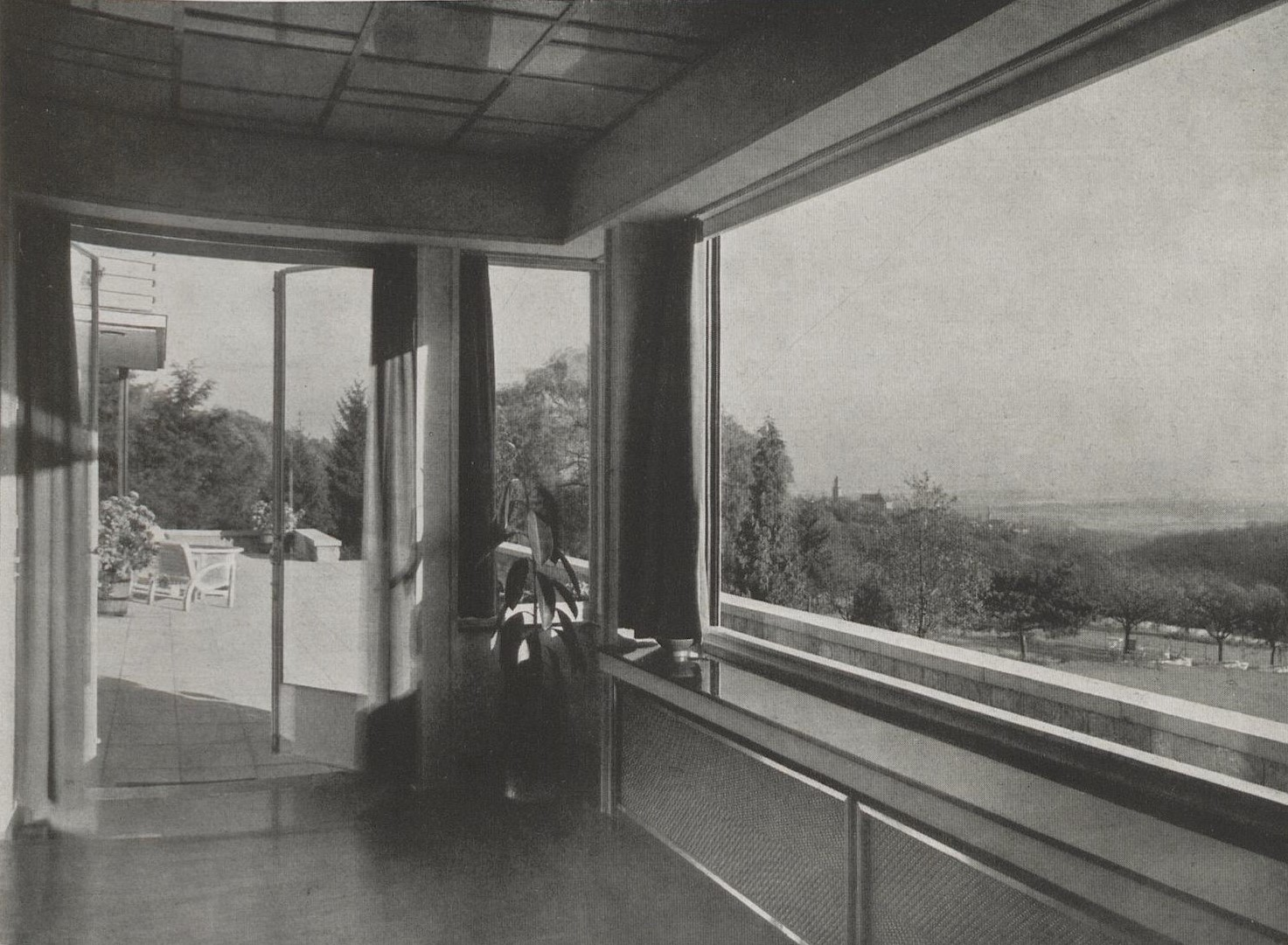
Blick zur Terrasse (1931)

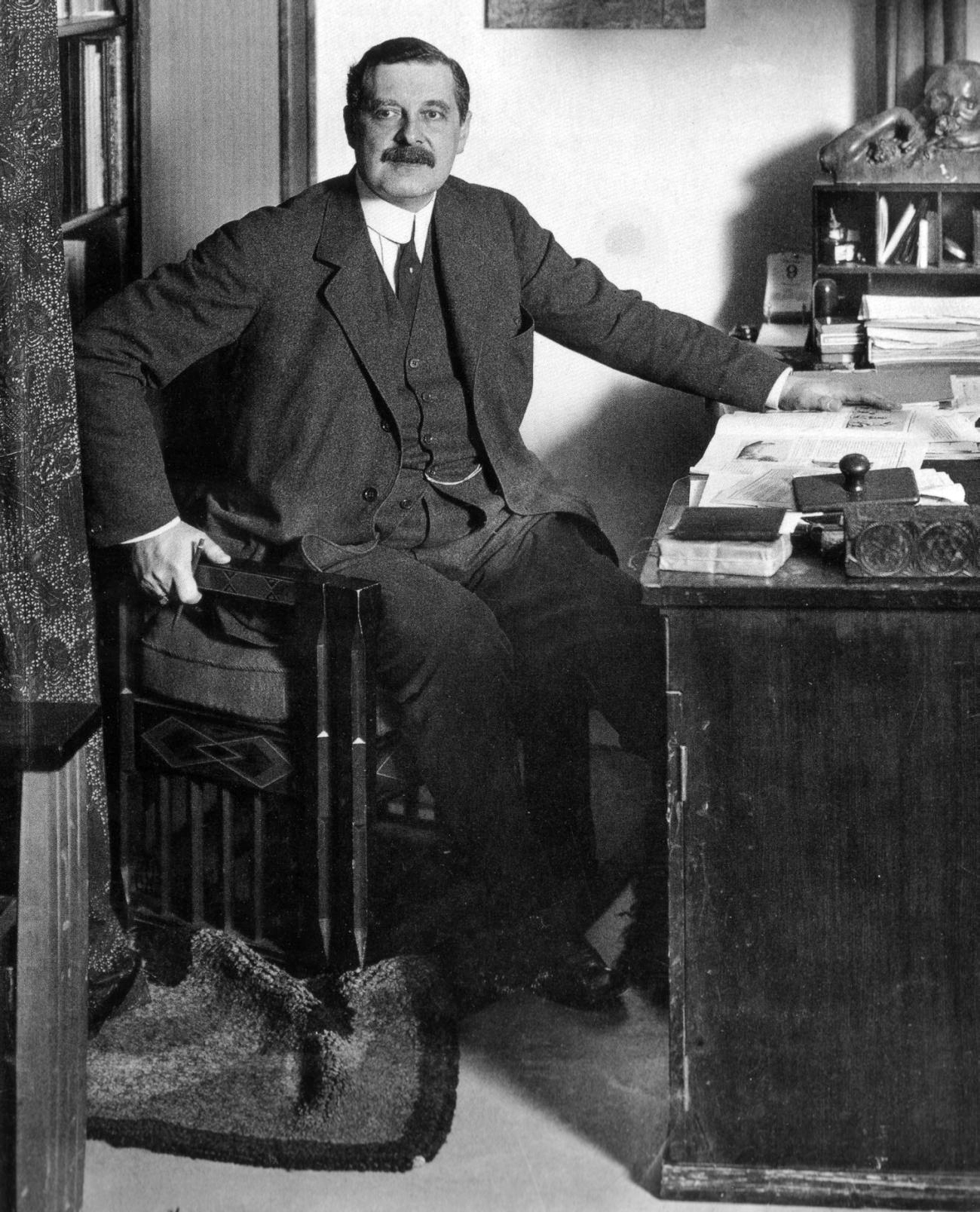
Der Architekt der Villa Clara Gans – Peter Behrens, um 1913

Die Villa Gans ist ein unter Denkmalschutz stehendes großbürgerliches Wohnhaus oberhalb von Kronberg im Taunus und unterhalb von Falkenstein (Königstein) an der Falkensteiner Straße 19.

## Geschichte
Clara Gans, genannt „Lala“, ließ 1929 bis 1931 von dem Berliner Architekten Peter Behrens ein Landhaus an der Falkensteiner Straße am Rand von Kronberg errichten. Clara Gans (1881–1959) war die ledig gebliebene Tochter von insgesamt fünf Töchtern des Frankfurter Industriellen Adolf Gans (1842–1912), einem Bruder des Chemikers, Unternehmers und Mäzens Leopold Gans (1843–1935).
Der Vordertaunus war Anfang des 20. Jahrhunderts bevorzugter Wohnsitz wohlhabender Frankfurter Bürger. So hatten dort auch weitere Mitglieder der Familie Gans Villen errichten lassen: 1910–12 erbaute der Vater die Villa Gans (Königstein), heute der Verwaltungssitz der Deutschen Rentenversicherung Hessen, und dessen Bruder Ludwig Wilhelm Gans ließ 1909 vom Architekten Otto Bäppler eine Villa Gans in Oberursel errichten (siehe: Villa Gans (Oberursel)).
Peter Behrens erarbeitete insgesamt sieben Entwürfe unterschiedlicher Stilrichtungen. Die alleinstehende Clara Gans wählte für sich und ihre bis zu acht Dienstboten einen seinerzeit hochmodernen Flachdachbau im Stil des Neuen Bauens.
Das ausgeführte Haus steht auf einem 13.000 m² großen Hanggrundstück und ist in verschieden hohe kubische Baukörper gegliedert. Für die Verblendung der Fassaden wurde Kalksandstein aus einem Steinbruch in Freyburg an der Unstrut verwendet, für die Gartenmauern Bruchsteine aus der unmittelbaren Umgebung.
Die Villa Gans wurde als „Landhaus einer Dame im Taunus“ in den 1930er-Jahren mehrfach in Architektur-Fachzeitschriften veröffentlicht. Aufsehen erregte die modernste Haustechnik mit indirekter Beleuchtung, elektrisch versenkbaren Schiebefenstern sowie zentraler Warmwasser- und separater Umluftheizung. Auch die extravagante Inneneinrichtung der Wohnräume war erlesen: Erwähnt wurden ein grüngekachelter und goldverfugter Kamin, ein Fußboden aus linear ahornintarsierter Sumpfeiche und eine Wandbespannung aus hellgraugelb-stichigem Ziegenleder. Teile des Treppengeländers bestanden aus Silberbronze mit einem Handlauf aus Galatith. Wegen der kostbaren Innenausstattung zählte die Kunsthistorikerin und Denkmalpflegerin Verena Jakobi das Haus „zu den luxuriösesten Villen im Deutschland der 1930er Jahre“. Von dieser bauzeitlichen Ausstattung sind nach einem Brandanschlag 1938, dem Kriegsbeschuss 1945 sowie später unsachgemäßer Behandlung und Vernachlässigung nur Reste erhalten.

## Judenverfolgung in der Zeit des Nationalsozialismus
Clara Gans war protestantischer Konfession; ihre Eltern waren zum Protestantismus konvertiert. Sie und ihre Eltern galten gemäß den Nürnberger Gesetzen trotzdem als Juden.

Während der Novemberpogrome 1938 blieb die Villa Gans von Übergriffen verschont. Allerdings erfolgte zehn Tage später ein Überfall von Nationalsozialisten, die Feuer legten und das wertvolle Rosenholzzimmer (Esszimmer) im Wert von 30.000 Reichsmark (in heutiger Kaufkraft 157.060 Euro) zerstörten. Die Freiwillige Feuerwehr Kronberg griff ein und verhinderte größere Schäden. Clara Gans wanderte nach dem Überfall in die Schweiz aus, wo sie bis zu ihrem Tod 1959 in Dornach bei Basel lebte. Die wertvollen Möbel nahm sie mit und kehrte niemals in ihr Kronberger Haus zurück.
Das Haus wurde vom NS-Staat übernommen, restauriert – allerdings nicht in den ursprünglichen Zustand versetzt – und an einen Frankfurter Industriellen vermietet.

## Nach dem Zweiten Weltkrieg
Am 22. April 1945 wurde das Gelände vom OMGUS, beschlagnahmt, das die Amerikanische Besatzungszone regierte.
Nach der Freigabe wurde es 1950 an einen Privatmann verkauft, der die Villa wegen der hohen Kosten allerdings nicht halten konnte. Von seiner Geburt 1957 an bis 1967 lebte der spätere Komponist Hans Zimmer in der Villa Gans.
Nach mehreren vergeblichen Verkaufsversuchen stand die Villa ab 1969 leer und verfiel. Spekulationen mit dem Ziel, sie abzureißen und das Grundstück als Baugrundstück zu nutzen, endeten 1974 mit der Aufnahme in die Denkmalliste des Landes Hessen. Nach umfangreichen Sanierungsarbeiten wird die Villa seit 1984 privat als Dreifamilienhaus genutzt. Die Aufteilung in separate Wohneinheiten hat den ursprünglich offenen Treppenraum verbaut. Bei der Neugestaltung des Eingangsbereichs wurden Anregungen des amerikanischen Architekten Richard Meier verwirklicht. In den 2010er-Jahren fanden erneut Instandsetzungen statt, wobei restauratorische Voruntersuchungen die Wiederherstellung eines Teils der ursprünglichen Innenraumfarbigkeiten ermöglichten.